# Гьомбьоц
Гьомбьоц (на унгарски: gömböc – gømbøts) е тримерно изпъкнало хомогенно тяло, което върху хоризонтална плоскост заема винаги единствената си устойчива равновесна точка и притежава още една-единствена неустойчива равновесна точка. Съществуването на подобно тяло е предположено от руския математик Владимир Арнолд през 1995 г. и доказващ пример за него е предложен от унгарците Габор Домокош и Петер Варкони в 2006 г. На световното изложение през 2010 г. Унгария представя на публиката триметров гьомбьоц.
Освен като интересен математически артефакт, гьомбьоцът намира и място при обяснението на природната форма, наблюдавана при костенурки и някои бръмбари, които след обръщане по гръб винаги успяват да заемат нормалната си поза. При тях обаче условието за хомогенност е съвсем приблизително. Играчката 'роли-поли' („ванка-встанка“) е известното и тривиално нехомогенно решение за изпъкнала форма с описаните свойства. Неизпъкналостта предлага също лесни решения. Гьомбьоц като показания на илюстрацията следва да бъде изработен с точност 10 -3, т.е. примерно 0.1 мм за 10 см модел.
За своето откритие Домокош и Варкони са удостоени с медал. The New York Times Magazine избира гьомбьоца като една от интересните идеи за 2007 г.. Cтатията, която свързва гьомбьоца с биологичните видове е публикувана в списанието на Кралското общество и се коментира в авторитетни издания като Нейчър и др.